# Бейкър (окръг, Орегон)
Вижте пояснителната страница за други значения на Бейкър.
Окръг Бейкър (на английски: Baker County) е окръг в щата Орегон, Съединени американски щати. Площта му е 7998 km², а населението - 16741 души (2000). Административен център е град Бейкър Сити.

## Градове
- Грийнхорн
- Самптър
- Хафуей
- Хейнс
- Хънтингтън
- Юнити